# HMS Obedient (G48)
HMS Obedient (G48/D248) là một tàu khu trục lớp O của Hải quân Hoàng gia Anh Quốc, được chế tạo trong Chương trình Khẩn cấp trong Chiến tranh Thế giới thứ hai. Được đưa vào hoạt động năm 1942, nó sống sót qua cuộc xung đột, tiếp tục phục vụ trong những vai trò phụ trợ và trong trạng thái dự bị cho đến khi bị bán để tháo dỡ năm 1961.

## Thiết kế và chế tạo
Obedient được đặt hàng trong Chương trình Khẩn cấp Chiến tranh cho hãng William Denny and Brothers tại Dumbarton vào ngày 3 tháng 9 năm 1939. Con tàu được đặt lườn vào ngày 22 tháng 5 năm 1940 và hạ thủy vào ngày 30 tháng 4 năm 1942. Con tàu được cộng đồng dân cư Lymington, Hampshire đỡ đầu trong khuôn khổ chiến dịch vận động gây quỹ Tuần lễ Tàu chiến năm 1942. Nó nhập biên chế cùng Hải quân Hoàng gia vào ngày 30 tháng 10 năm 1942.

## Lịch sử hoạt động

### Thế Chiến II
Sau khi nhập biên chế, Obedient gia nhập Chi hạm đội Khu trục 17 trong thành phần Hạm đội Nhà, và làm nhiệm vụ hộ tống vận tải trong suốt cuộc chiến tranh, bao gồm các Đoàn tàu Vận tải Bắc Cực, tham gia Trận Đại Tây Dương, đặc biệt là trong Trận chiến biển Barents năm 1942 nơi nó tham gia đối đầu với tàu tuần dương hạng nặng Đức Admiral Hipper.
Đến tháng 6 năm 1944, Obedient được bố trí tại eo biển Manche làm nhiệm vụ tuần tra hỗ trợ cho cuộc Đổ bộ Normandy. Đến tháng 4 năm 1945, nó được cải biến cho nhiệm vụ rải mìn và tiến hành rải mìn tại các lối tiếp cận Tây Bắc.

### Sau chiến tranh
Vào tháng 8 năm 1946, Obedient trải qua một đợt tái trang bị, trước khi được cử tham gia Chiến dịch Deadlight, hoạt động phá hủy các tàu ngầm U-boat Đức Quốc xã đã đầu hàng tại Khu vực Tiếp cận Tây Bắc. Sau đó nó gia nhập Chi hạm đội Tại chỗ Portsmouth để hoạt động cùng Trường Ngư lôi. Con tàu được đưa về trạng thái dự bị vào tháng 10 năm 1947 tại Sheerness và được tái trang bị vào năm 1949. Nó lại nhập biên chế vào ngày 17 tháng 10 năm 1952 và được bố trí tại Portsmouth cùng Chi hạm đội Tại chỗ. Vào năm 1953, nó tham gia cuộc Duyệt binh Hạm đội nhân lễ Đăng quang của Nữ hoàng Elizabeth II.
Từ tháng 7 năm 1953, Obedient được sử dụng vào nhiệm vụ giải cứu không-biển cho các hoạt động không lực của tàu sân bay tại eo biển Manche. Sau khi được đưa về Hạm đội Dự bị tại Chatham vào tháng 12, nó nhập biên chế một thời gian ngắn cho nhiệm vụ thử nghiệm vào tháng 2 năm 1956 nhưng lại đưa về dự bị tại Chatham. Một đề nghị cải biến nó cùng với HMS Obdurate (G39) thành một tàu frigate nhanh chống tàu ngầm không được thực hiện, và nó bị bỏ không trong thành phần dự bị tại Hartlepool vào năm 1957. Nó được đưa vào danh sách loại bỏ năm 1961, và được bán cho British Steel Company để được tháo dỡ bởi hãng Hughes Bolcow. Nó được kéo đến xưởng tháo dỡ tại Blyth vào ngày 19 tháng 10 năm 1962.